# 方剑乔
方剑乔（1961年5月—），浙江慈溪人，汉族。中华人民共和国政治人物，中国民主同盟盟员，第十三届全国人民代表大会浙江地区代表。
曾任民盟中央常委、浙江中医药大学校长。2018年2月24日，当选为第十三届全国人大代表。2020年，因违反生活纪律，被责令辞去第十三届全国人民代表大会代表职务。